# Provincia de Alto Katanga
Alto Katanga (en francés: Haut-Katanga) en una de las veintiséis provincias de la República Democrática del Congo; es una de las nuevas divisiones políticas en que el país fue dividido de acuerdo con el artículo 2 de la Constitución de 2005. La nueva provincia finalmente se creó en 2015 a partir del distrito Haut-Katanga y de las ciudades administradas de forma independiente de Lubumbashi y Likasi, todas ellas formaban parte de la antigua provincia de Katanga. La capital de la nueva provincia es Lubumbashi.
El territorio de la nueva provincia corresponde al distrito de Katanga Oriental que existió en el período temprano de la República Democrática del Congo postcolonial entre 1963 y 1966.

## Divisiones administrativas
La provincia está  dividida en dos ciudades y seis territorios:
- Lubumbashi (ciudad)
- Likasi (ciudad)
- Kambove
- Kasenga
- Kipushi
- Mitwaba
- Pweto
- Sakania